# 芒奥岛 (汤加)
芒奧島（Mango）是東加的一个小岛，位于较大的諾穆卡島东南9公里处，是諾穆卡島岛群的一部分，它们位於哈阿派群島南部。芒奧島上共有36人。 
该岛在2022年汤加海底火山喷发中受到严重破坏。火山爆发后，岛上發出求救信号。紐西蘭國防軍發佈的图像显示，芒奧島在此次火山噴發中遭受了“灾难性”破坏，整个村庄被毁。据汤加政府称，岛上所有房屋都被摧毁，一名65岁的妇女遇难。